# Agnes de Mille
Répertoire
- Rodeo, ballet d'Aaron Copland (1942)
(chorégraphe et danseuse)
- Oklahoma !, comédie musicale (1943)
(chorégraphe)
- Le Viol de Lucrèce, opéra de Benjamin Britten (1948)
(metteur en scène)

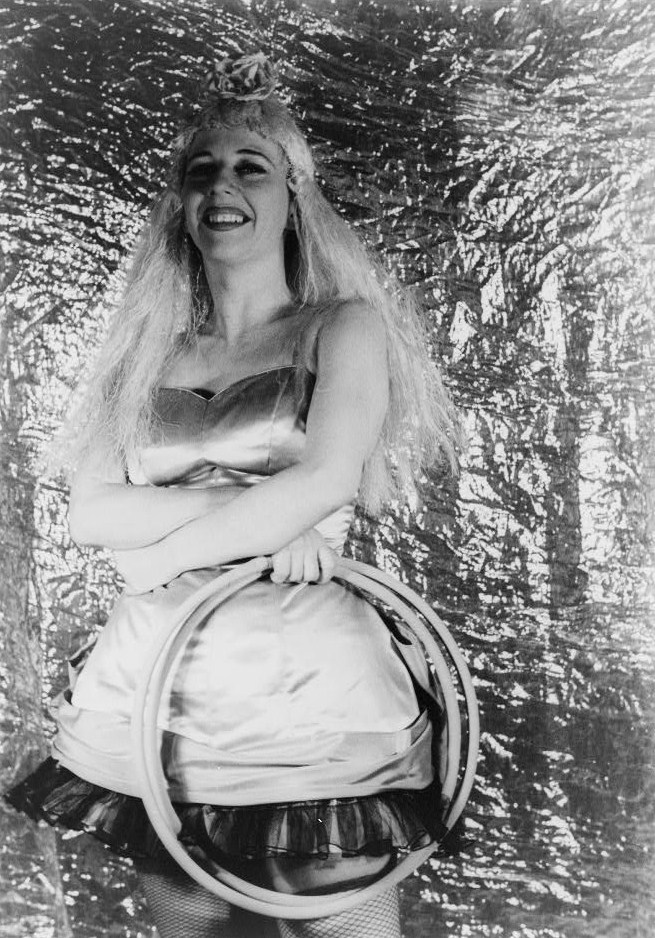
Agnes de Mille, photographiée en 1940 par Carl van Vechten, dans le ballet The Judgment of Paris, à New York

Agnes de Mille (parfois écrit Agnes De Mille) est une chorégraphe, danseuse et metteur en scène américaine, née à New York le 18 septembre 1905 et morte dans la même ville le 7 octobre 1993.

## Biographie
Fille du dramaturge et réalisateur William C. de Mille (et par conséquent, nièce du réalisateur Cecil B. DeMille), Agnes de Mille est naturellement orientée vers le théâtre et le cinéma, comme actrice. Mais après une première expérience, enfant, dans un film muet réalisé par son père en 1916, elle choisit de se consacrer à la danse, dès les années 1910 comme danseuse, et à partir de 1928 (à New York) comme chorégraphe, activité qui deviendra sa principale. Notons ici qu'elle interprète une danseuse dans un second film (son dernier, donc, comme actrice) réalisé par son oncle en 1934, mais ce rôle sera coupé au montage.
De 1932 à 1938, Agnes de Mille est installée en Angleterre, à Londres, où elle se produit comme chorégraphe — notamment de sa première comédie musicale, en 1933 — et danseuse (pendant cette période, elle fait néanmoins des incursions dans son pays natal). De retour aux États-Unis en 1938, elle collabore dès l'année suivante (1939) avec l'American Ballet Theatre (alors dénommé 'Ballet Theatre'), basé à New York. En 1942, elle connaît son premier grand succès en chorégraphiant (et dansant) le ballet Rodeo, créé à New York par les Ballets russes de Monte-Carlo (alors exilés, en raison de la Seconde Guerre mondiale), sur une musique d'Aaron Copland.
En 1936 (durant son séjour londonien), Agnes de Mille fait ses débuts à Broadway, en chorégraphiant une scène d’Hamlet de William Shakespeare. Avec Swingin' the Dream en 1939, elle revient à Broadway au répertoire de la comédie musicale ; parmi celles qu'elle chorégraphie jusqu'en 1964 (voir la rubrique 'Répertoire' ci-dessous), mentionnons deux productions à succès, Oklahoma !, créée en 1943, et Brigadoon, créée en 1947, qui lui vaudra la même année un Tony Award (elle aura deux autres nominations durant sa carrière).
En 1948, elle met en scène (au Ziegfeld Theatre de New York) la création américaine de l'opéra Le Viol de Lucrèce de Benjamin Britten. Dès l'année précédente (1947) et par la suite, elle est occasionnellement metteur en scène de quelques comédies musicales à Broadway, la dernière en 1969.
En 1953, Agnes de Mille crée sa propre compagnie de danse, l'Agnes de Mille Dance Theatre (en) (renommée 'Agnes de Mille Heritage Dance Theatre' en 1974). Sa dernière contribution est pour un ballet créé en 1992, The Other, sur des lieder de Franz Schubert.
Au cinéma, hormis ses deux participations sus-visées comme actrice, Agnes de Mille est chorégraphe pour cinq films américains, disséminés entre 1936 et 1956 (voir la filmographie ci-dessous).

## Répertoire (sélection)
Chorégraphe, sauf mention contraire ou complémentaire

### Ballets
À New York, par le Ballet Theatre (American Ballet Theatre), sauf mention contraire
- 1938 : The Judgment of Paris, d'après L'Opéra de quat'sous (Die Dreigroschenoper), musique de Kurt Weill (à Londres, par le London Ballet ; + reprise en 1940 à New York ; + danseuse)
- 1940 : Black Ritual (Obeah), d'après La Création du monde, musique de Darius Milhaud
- 1941 : Three Virgins and a Devil, d'après les Danses et airs antiques pour luth (Antiche danze ed arie per liuto), suites I et II, musique d'Ottorino Respighi, avec Jerome Robbins (+ danseuse)
- 1942 : Rodeo, musique d'Aaron Copland, décors d'Oliver Smith (par les Ballets russes de Monte-Carlo ; + danseuse)
- 1948 : Fall River Legend, musique de Morton Gould, décors d'Oliver Smith
- 1952 : The Harvest According, musique de Virgil Thomson, d'après son concerto pour violoncelle, sa Symphony on a Hymn Tune et son opéra The Mother of Us All
- 1956 : Rib of Eve, musique de Morton Gould, décors d'Oliver Smith, costumes d'Irene Sharaff, avec James Mitchell
- 1957 : Sebastian, musique de Gian Carlo Menotti
- 1964 : The Rehearsal, musique de Morton Gould (à Winnipeg — Canada —, par le Royal Winnipeg Ballet)
- 1970 : A Rose for Miss Emily, musique d'Alan Hovhaness

### Comédies musicales
À Broadway, sauf mention contraire
- 1933 : Nymph Errant, musique et lyrics de Cole Porter, livret et mise en scène de Romney Brent, orchestrations de Robert Russell Bennett, avec Gertrude Lawrence (à Londres)
- 1939 : Swingin' the Dream, musique de Jimmy Van Heusen et divers, lyrics d'Eddie DeLange et divers, livret d'Erik Charell et Gilbert Seldes, d'après Le Songe d'une nuit d'été (A Midsummer Night's Dream) de William Shakespeare, production et mise en scène d'Erik Charell, avec Louis Armstrong, Dorothy Dandridge, Ruth Ford, Dorothy McGuire, Butterfly McQueen, Oscar Polk
- 1943-1945 : One Touch of Venus, musique, orchestrations et arrangements de Kurt Weill, lyrics d'Ogden Nash, livret de S.J. Perelman et Ogden Nash, direction musicale de Maurice Abravanel, mise en scène d'Elia Kazan, avec Mary Martin
- 1943-1948 : Oklahoma !, musique de Richard Rodgers, lyrics et livret d'Oscar Hammerstein II, d'après le roman Green grow the Lilacs de Lynn Riggs, orchestrations de Robert Russell Bennett, mise en scène de Rouben Mamoulian, avec Alfred Drake (Howard Keel en remplacement), Celeste Holm (Shelley Winters en remplacement), Howard Da Silva (Richard Rober en remplacement)
- 1944-1946 : Bloomer Girl, musique d'Harold Arlen, lyrics et mise en scène de Yip Harburg, livret de Sig Herzig et Fred Saidy, orchestrations de Robert Russell Bennett, avec Celeste Holm, James Mitchell, Dooley Wilson
- 1945-1947 : Carousel, musique de Richard Rodgers, lyrics et livret d'Oscar Hammerstein II, d'après la pièce Liliom de Ferenc Molnár, mise en scène de Rouben Mamoulian, avec Russell Collins
- 1947 : Bloomer Girl, reprise
- 1947-1948 : Brigadoon, musique de Frederick Loewe, lyrics et livret d'Alan Jay Lerner, orchestrations de Ted Royal et Frederick Loewe, décors d'Oliver Smith, avec Pamela Britton, James Mitchell
- 1947-1948 : Allegro, musique de Richard Rodgers, lyrics et livret d'Oscar Hammerstein II, orchestrations de Robert Russell Bennett (+ metteur en scène)
- 1949 : Carousel, reprise
- 1949-1951 : Les hommes préfèrent les blondes (Gentlemen prefer Blondes), musique de Jule Styne, lyrics de Leo Robin, livret d'Anita Loos (d'après son roman) et Joseph Fields, décors d'Oliver Smith, avec Carol Channing
- 1950 : Brigadoon, reprise
- 1950-1951 : Out of this World, musique et lyrics de Cole Porter, livret de Dwight Taylor et Reginald Lawrence, orchestrations de Robert Russell Bennett, chorégraphie d'Hanya Holm, avec George Gaynes, Charlotte Greenwood (metteur en scène, en collaboration avec George Abbott)
- 1951 : Oklahoma !, reprise
- 1951-1952 : La Kermesse de l'Ouest (Paint your Wagon), musique de Frederick Loewe, lyrics et livret d'Alan Jay Lerner, mise en scène de Daniel Mann, décors d'Oliver Smith, avec James Mitchell
- 1953 : Oklahoma !, reprise
- 1954 : The Girl in Pink Tights, musique de Sigmund Romberg, lyrics de Leo Robin, livret de Jerome Chodorov et Joseph Fields, avec Zizi Jeanmaire, Gregory Hines
- 1954 : Carousel, reprise
- 1957 : Carousel (avec James Mitchell) et Brigadoon, reprises
- 1958-1959 : Goldilocks, musique de Leroy Anderson, lyrics de Joan Ford, Jean et Walter Kerr, livret de Jean et Walter Kerr, mise en scène de Walter Kerr, avec Don Ameche, Elaine Stritch
- 1959 : Juno, musique et lyrics de Marc Blitzstein, livret de Joseph Stein, d'après la pièce Junon et le Paon (Juno and the Paycock) de Seán O'Casey, orchestrations de Marc Blitzstein, Robert Russell Bennett et Hershy Kay, mise en scène de José Ferrer, décors d'Oliver Smith, costumes d'Irene Sharaff, avec Melvyn Douglas, Jean Stapleton, Shirley Booth
- 1961 : Kwamina, musique et lyrics de Richard Adler, livret de Robert Alan Aurthur, avec Rex Ingram
- 1963 : Brigadoon, reprise
- 1963-1964 : 110 in the Shade, musique d'Harvey Schmidt, lyrics de Tom Jones, livret de N. Richard Nash, décors d'Oliver Smith, avec Lesley Ann Warren, Will Geer
- 1969 : Come Summer, musique de David Baker, lyrics et livret de Will Holt, d'après le roman Rainbow on the Road d'Esther Forbes, décors d'Oliver Smith, avec Margaret Hamilton (metteur en scène)
- 1979-1980 : Oklahoma !, reprise
- 1980-1981 : Brigadoon, reprise

### Autres
- 1936 : Hamlet, pièce de William Shakespeare produite par Leslie Howard, mise en scène de Leslie Howard et John Houseman, musique de scène de Virgil Thomson, avec Leslie Howard, Alexander Scourby, O. Z. Whitehead (à Broadway ; chorégraphe de la scène des acteurs)
- 1948-1949 : Le Viol de Lucrèce (The Rape of Lucretia), opéra de chambre, musique de Benjamin Britten, livret de Ronald Duncan, avec Kitty Carlisle (création américaine, à New York ; metteur en scène)

## Filmographie complète
Chorégraphe, sauf mention contraire
- 1916 : The Ragamuffin de William C. de Mille (actrice)
- 1934 : Cléopâtre (Cleopatra) de Cecil B. DeMille (actrice/danseuse ; scènes supprimées au montage)
- 1936 : Roméo et Juliette (Romeo and Juliet) de George Cukor
- 1937 : I, Claudius de Josef von Sternberg
- 1946 : London folies (London Town) de Wesley Ruggles
- 1955 : Oklahoma ! de Fred Zinnemann
- 1956 : Carousel d'Henry King (partie de sa chorégraphie originale uniquement)

## Distinctions
- Tony Awards 1947 : meilleure chorégraphie pour Brigadoon ;
- Drama Desk Awards 1986 : Drama Desk Special Award (en) ;
- National Medal of Arts en 1986.